# Zwamkevers
De zwamkevers (Endomychidae) vormen een familie van kevers. De wetenschappelijke naam van de familie werd in 1815 door William Elford Leach voorgesteld.

## Onderfamilies
De familie is als volgt onderverdeeld:
- Merophysiinae Seidlitz, 1872
- Pleganophorinae Jacquelin du Val, 1858
- Anamorphinae Strohecker, 1953
- Leiestinae Thomson, 1863
- Mycetaeinae Jacquelin du Val, 1857
- Eupsilobiinae Casey, 1895
- Xenomycetinae Strohecker, 1962
- Danascelinae Tomaszewska, 2000
- Endomychinae Leach, 1815
- Epipocinae Gorham, 1873
- Stenotarsinae Chapuis, 1876
- Lycoperdininae Bromhead, 1838

## Soorten en geslachten
Volgens een overzicht gepubliceerd in 2009 telde deze familie 130 geslachten en 1782 soorten en ondersoorten, fossiele soorten meegerekend. 40% daarvan behoort tot de Lycoperdininae, de soortenrijkste onderfamilie. De verdeling per onderfamilie is:
| Onderfamilie    | Aantal geslachten | Aantal soorten |
| --------------- | ----------------- | -------------- |
| Merophysiinae   | 12                | 111            |
| Pleganophorinae | 3                 | 24             |
| Anamorphinae    | 37                | 174            |
| Leiestinae      | 7                 | 15             |
| Mycetaeinae     | 2                 | 8              |
| Eupsilobiinae   | 6                 | 13             |
| Xenomycetinae   | 1                 | 2              |
| Danascelinae    | 2                 | 2              |
| Endomychinae    | 7                 | 94             |
| Epipocinae      | 4                 | 166            |
| Stenotarsinae   | 9                 | 458            |
| Lycoperdininae  | 40                | 713            |

## In Nederland waargenomen soorten
- Genus: Endomychus
  - Endomychus coccineus - (Viervlekschimmelvreter)
- Genus: Holoparamecus
  - Holoparamecus caularum
  - Holoparamecus depressus
  - Holoparamecus ragusae
  - Holoparamecus singularis
- Genus: Lycoperdina
  - Lycoperdina bovistae
  - Lycoperdina succincta
- Genus: Mycetaea
  - Mycetaea subterranea
- Genus: Symbiotes
  - Symbiotes gibberosus
  - Symbiotes latus